# Alfred Schlert
Alfred Andrew Schlert (ur. 24 lipca 1961 w Easton) – amerykański duchowny katolicki, biskup Allentown od 2017.

## Życiorys
Święcenia kapłańskie otrzymał 19 września 1987 i został inkardynowany do diecezji Allentown. Był m.in. wykładowcą i kapelanem kilku wyższych szkół na terenie diecezji, sekretarzem biskupim oraz wikariuszem generalnym diecezji. W 2017 wybrany tymczasowym administratorem diecezji.
27 czerwca 2017 papież Franciszek mianował go ordynariuszem diecezji Allentown. Sakry udzielił mu 31 sierpnia 2017 metropolita Filadelfii - arcybiskup Charles Chaput.